# 바라트벤츠
바라드벤츠(영어: BharatBenz)는 인도의 버스 및 트럭 업체로 본사는 인도 타밀나두 주 첸나이에 위치해 있다. 이 회사는 다임러 인도 상용차(영어: Daimler India Commercial Vehicles, DICV)로 해외에 수출 시 미쓰비시 후소 트럭·버스 상품으로 병기한다.

## 역사
2008년에 메르세데스-벤츠 그룹 AG가 히어로 그룹과 합작으로 설립을 했으며 당시 메르세데스-벤츠 그룹 AG가 인도의 중형 및 대형 상용차를 생산하기 위해 인도 시작 진출 방안을 검토했다. 당시 회사 명칭은 다임러 히어로 상용차(영어: Daimler Hero Commercial Vehicles, DHCV)로 사명이 변경되었다. 그러나 2009년 4월에 인도 경제 침체가 되면서 히어로 그룹이 보유한 주식을 메르세데스-벤츠 그룹 AG에 양도했다. 이 계기로 메르세데스-벤츠 그룹 AG가 100% 지분을 소유하게 되었다. 2011년 2월 17일에 메르세데스-벤츠 그룹 AG 회장인 디터 제체(영어: Dieter Zetsche)가 첸나이에서 발표를 계기로 회사가 설립하게 되었다. 2012년 1월에 뉴델리에서 자동차 모터쇼에서 최초로 트럭을 선보였다. 같은 해 3월에 하이데라바드에서 중대형 트럭 발표회가 열린데 이어 같은 해 6월에 대형 트럭이 생산된데 이어 같은 해 9월에 판매가 시작했다. 같은 해 10월에 중형 트럭 생산이 시작되면서 2013년 2월부터 판매되기 시작했다. 같은 해 7월에 5,000번째 트럭을 생산했으며 2014년 1월에 신모델이 발표 되면서 트레일러와 대형 트럭을 출시했다.